# نوبي معلم الجحيم
نوبي معلم الجحيم هي سلسلة مانغا يابانية، نشرت في مجلة شونن جمب الأسبوعية في الفترة من سبتمبر 1993 حتى مايو 1999 من قبل شركة شوئيشا وتم جمعها في 31 تانكوبون.